# Dietrich II. von Montfaucon
Dietrich II. von Montfaucon, auch von Montbéliard (französisch Thierry, lateinisch Theodericus; * um 1130; † 15. November 1190 vor Akkon), war von 1181 bis 1190 Erzbischof von Besançon.
Er war ein jüngerer Sohn von Richard II., Herr von Montfaucon, und Sophia von Montbéliard († 1148). Sein älterer Bruder Amadeus erbte vom Vater die Herrschaft Montfaucon und über die Mutter die Grafschaft Mömpelgard (Montbéliard). Dietrich schlug eine geistliche Laufbahn ein. Schon sein Urgroßonkel, Hugo II. von Montfaucon, war 1067–1085 Erzbischof von Besançon gewesen. Dietrich war zunächst Domherr, dann Archidiakon in St. Stephan zu Besançon, bevor er 1181 zum Erzbischof von Besançon gewählt wurde.
Er beteiligte sich 1189 gemeinsam mit Graf Ludwig II. von Pfirt im Heer des Kaisers Friedrich Barbarossa am Dritten Kreuzzug. Anders als der Graf und der Kaiser erreichte Dietrich das Heilige Land. Dort starb er am 15. November 1190 während der Belagerung von Akkon an einer Krankheit.